# Гришкино (Пермский край)
Гри́шкино — деревня в Косинском районе Пермского края. Входит в состав Левичанского сельского поселения. 

## География
Располагается юго-восточнее районного центра, села Коса. 
Расстояние до районного центра составляет 37 км.

## История
До Октябрьской революции населённый пункт входил в состав Чураковской волости Чердынского уезда, в деревне действовала церковно-приходская школа (открыта в конце XIX века). Местные крестьяне относились к категории государственных. Согласно "Списку населенных мест Пермской губернии по данным 1869 года" в Гришкино проживали 32 мужчины и 30 женщин, при общем количестве дворов - 15. К 1909 году население увеличилось до 223 (111 мужчин, 112 женщин, 35 дворов). 
К началу XX века деревня стала центром Сийского крестьянского общества, куда также входили деревни Ильино и Новожилово (Сия). В 1927 году деревня вошла в состав образованного Чураковского сельсовета. По данным переписи населения 1926 года, в деревне насчитывалось 64 хозяйства, проживал 321 человек (147 мужчин и 174 женщины). Преобладающая национальность — коми-пермяки. Действовала школа первой ступени.
По данным на 1 июля 1963 года населённый пункт входил в состав Чураковского сельсовета. В 1981 году деревню населяло 60 человек. К 2022 году деревня полностью обезлюдела. 

## Население
| 1869 | 1909 | 1926 | 1963 | 1981 | 2010 |
| ---- | ---- | ---- | ---- | ---- | ---- |
| 62   | 223  | 321  | 153  | 60   | 3    |